# Kingstown, Maryland
Kingstown är en ort i Queen Anne's County i delstaten Maryland, USA.